# Giro d’Italia 2023/1. Etappe
Die 1. Etappe des Giro d’Italia 2023 fand am 6. Mai 2023 statt. Sie war der Auftakt der 106. Austragung des italienischen Etappenrennens und führte im Rahmen eines Einzelzeitfahrens von Fossacesia Marina nach Ortona. Die 19,6 Kilometer lange Strecke verlief entlang der adriatischen Küste, ehe ein kurzer Schlussanstieg zur Ziellinie folgte. Nach der Etappe hatten die Fahrer 0,5 % der Gesamtdistanz zurückgelegt. Die Organisatoren der Rundfahrt bewerteten die Schwierigkeit der Etappe mit zwei von fünf Sternen.

## Streckenverlauf
Die 1. Etappe startete in Fossacesia Marina auf der Via Lungomare und folgte dieser auf den ersten 1500 Metern in Richtung Nordwesten. Im Anschluss bogen die Fahrer rechts auf den Radweg der Costa dei Trabocchi ab. Der Radweg verlief entlang der Küste des Adriatisches Meeres und führte an zahlreichen Trabucchi vorbei. Kurz nach Vallevò wurden drei kurze Tunnelpassagen durchfahren, ehe nach 9,8 Kilometern die erste Zwischenzeit in Marina di San Vito genommen wurde. Unterhalb der Punta dell’Acquabella erfolgte die längste Tunnelpassage und die Fahrer gelangten kurz darauf nach zum Hafen von Ortona, wo sie den Radweg verließen und auf die Via Cervana abbogen. Hier wurde nach 16,8 gefahrenen Kilometern die zweite Zwischenzeit genommen, ehe der Schlussaufstieg nach Ortona über die Via Marina erfolgte. Diese ist rund einen Kilometer lang und weist maximale Steigungsprozente von 8 % auf. Am höchsten Punkt bogen die Fahrer rechts auf den Corso Garibaldi ab und passierten das Theater Francesco Tosti, ehe sie auf die Passeggiata Orientale gelangten, die die Altstadt von Ortona umgibt. Der letzte Kilometer führte vorbei am Castello Aragonese und an der Basilica di San Tommaso Apostolo. Die Ziellinie befand sich am Ende des Corso Vittorio Emanuele auf der Piazza Porta Caldari. Hier wurde zudem eine Bergwertung der 4. Kategorie abgenommen.
|                            | Ort                | Kilometer | Länge (km) | Höhe (m) | Ø Steigung |
| -------------------------- | ------------------ | --------- | ---------- | -------- | ---------- |
| Start                      | Fossacesia Marina  | 0         |            |          |            |
| Zwischenzeit               | Marina di San Vito | 9,8       |            |          |            |
| Zwischenzeit               | Hafen von Ortona   | 16,8      |            |          |            |
| Bergwertung (4. Kategorie) | Ortona             | 19,6      | 3,2        | 67       | 2 %        |
| Ziel                       | Ortona             | 19,6      |            |          |            |

## Rennverlauf
Chronologischer Ablauf
Um 13:50 Uhr rollte der Belgier Laurens Huys (Intermarché-Circus-Wanty) als erster Fahrer von der Startrampe und markierte mit 24:28 min die erste Richtzeit. Nico Denz (Team DSM), Stefan de Bod (EF Education-EasyPost) und Mads Pedersen (Trek-Segafredo) verbesserten die Bestzeit, ehe Brandon McNulty (UAE Team Emirates), der als 95. Fahrer gestartet war, das Ziel in 22 Minuten und sechs Sekunden erreichte. Zwischenzeitlich hatte auch der zweifache Einzelzeitfahr-Weltmeister Rohan Dennis (Jumbo-Visma) die 19,6 Kilometer lange Strecke absolviert. Der Australier konnte sich jedoch nicht in die vorderen Platzierungen einordnen.
Im weiteren Rennverlauf nahmen auch die Gesamtklassement-Fahrer die Rundfahrt in Angriff. Jay Vine (UAE Team Emirates) setzte mit 22:04 min eine neue Bestzeit, ehe er wenig später von Tao Geoghegan Hart (Ineos Grenadiers) abgelöst wurde, der die Zeit des Australiers um sechs Sekunden unterbot und als erster Fahrer unterhalb der 22-inuten-Grenze blieb. Mit João Almeida war es wenig später ein weiterer Fahrer des UAE Team Emirates, der die Führung übernahm (21:48 min). Während mit Remco Evenepoel (Soudal Quick-Step), Primož Roglič (Jumbo-Visma), Stefan Küng (Groupama-FDJ) und Filippo Ganna (Ineos Grenadiers) die Favoriten auf den Tagessieg starteten, erreichte Geraint Thomas (Ineos Grenadiers) das Ziel mit der fünftschnellsten Zeit und wies einen Rückstand von 26 Sekunden auf den führenden João Almeida auf.
Mit einer Zeit von 21 Minuten und 18 Sekunden übernahm Remco Evenepoel souverän die Führung und verbesserte die Bestzeit um 29 Sekunden. Weder Primož Roglič noch die Zeitfahr-Spezialisten Stefan Küng und Fillippo Ganna konnten die Zeit des Belgiers gefährden und wiesen Rückstande zwischen 22 und 43 Sekunden auf. Neben der Gesamtwertung führte Remco Evenepoel auch die Punkte- und Nachwuchswertung an, während Tao Geoghegan Hart die Bergwertung anführte. In der Mannschaftswertung lagen die Ineos Grenadiers vorn.
Zeitabstände der Gesamtklassement-Fahrer
Mit einer Zeit von 21:18 min setzte Remco Evenepoel die Bestzeit und schlüpfte als erster Fahrer in das Rosa Trikot. Primož Roglič, der zweite Top-Favorit im Kampf um die Gesamtwertung belegte den sechsten Rang und verlor auf der ersten Etappe 43 Sekunden auf Remco Evenepoel. Vor dem Slowenen platzierten sich João Almeida und Tao Geoghegan Hart, die als Etappenvierter und -fünfter einen Rückstand von 29 bzw. 40 Sekunden aufwiesen. Jay Vine, Brandon McNulty, Geraint Thomas und Alexander Wlassow (Bora-hansgrohe) komplettierten die Top 10 und wiesen Rückstände zwischen 46 und 55 Sekunden auf.
Lennard Kämna (Bora-hansgrohe) verlor mit Platz 22 bereits eine Minute und 23 Sekunden, während Damiano Caruso (Bahrain Victorious), Thymen Arensman (Ineos Grandiers), Rigoberto Urán (EF Education-EasyPost) und Jack Haig (Bahrain Victorious) knapp dahinter rund eineinhalb Minuten verloren. Noch weiter zurück lag Hugh Carthy (EF Education-EasyPost), der einen Rückstand von fast zwei Minuten aufwies (Platz 57).

## Ergebnis
| \| Etappenergebnis \| Etappenergebnis \| Etappenergebnis \| Etappenergebnis \| Etappenergebnis \| \| Fahrer \| Fahrer \| Land \| Team \| Zeit \| \| --------------- \| ------------------ \| ---------------------- \| ----------------- \| --------------- \| \| 1. \| Remco Evenepoel \| Belgien \| Soudal Quick-Step \| 21 min 18 s \| \| 2. \| Filippo Ganna \| Italien \| Ineos Grenadiers \| + 22 s \| \| 3. \| João Almeida \| Portugal \| UAE Team Emirates \| + 29 s \| \| 4. \| Tao Geoghegan Hart \| Vereinigtes Königreich \| Ineos Grenadiers \| + 40 s \| \| 5. \| Stefan Küng \| Schweiz \| Groupama-FDJ \| + 43 s \| \| 6. \| Primož Roglič \| Slowenien \| Jumbo-Visma \| + 43 s \| \| 7. \| Jay Vine \| Australien \| UAE Team Emirates \| + 46 s \| \| 8. \| Brandon McNulty \| Vereinigte Staaten \| UAE Team Emirates \| + 48 s \| \| 9. \| Geraint Thomas \| Vereinigtes Königreich \| Ineos Grenadiers \| + 55 s \| \| 10. \| Alexander Wlassow \| Neutrales Banner \| Bora-Hansgrohe \| + 55 s \| |                    |                        |                   |             |
| |                    |                        |                   |             |
| Quelle: ProCyclingStats |                    |                        |                   |             |
| Etappenergebnis |                    |                        |                   |             |
| Fahrer | Fahrer             | Land                   | Team              | Zeit        |
| 1. | Remco Evenepoel    | Belgien                | Soudal Quick-Step | 21 min 18 s |
| 2. | Filippo Ganna      | Italien                | Ineos Grenadiers  | + 22 s      |
| 3. | João Almeida       | Portugal               | UAE Team Emirates | + 29 s      |
| 4. | Tao Geoghegan Hart | Vereinigtes Königreich | Ineos Grenadiers  | + 40 s      |
| 5. | Stefan Küng        | Schweiz                | Groupama-FDJ      | + 43 s      |
| 6. | Primož Roglič      | Slowenien              | Jumbo-Visma       | + 43 s      |
| 7. | Jay Vine           | Australien             | UAE Team Emirates | + 46 s      |
| 8. | Brandon McNulty    | Vereinigte Staaten     | UAE Team Emirates | + 48 s      |
| 9. | Geraint Thomas     | Vereinigtes Königreich | Ineos Grenadiers  | + 55 s      |
| 10. | Alexander Wlassow  | Neutrales Banner       | Bora-Hansgrohe    | + 55 s      |

## Gesamtstände
| \| Gesamtwertung \| Gesamtwertung \| Gesamtwertung \| Gesamtwertung \| Gesamtwertung \| \| Fahrer \| Fahrer \| Land \| Team \| Zeit \| \| ------------- \| ------------------ \| ---------------------- \| ----------------- \| ------------- \| \| 1. \| Remco Evenepoel \| Belgien \| Soudal Quick-Step \| 21 min 18 s \| \| 2. \| Filippo Ganna \| Italien \| Ineos Grenadiers \| + 22 s \| \| 3. \| João Almeida \| Portugal \| UAE Team Emirates \| + 29 s \| \| 4. \| Tao Geoghegan Hart \| Vereinigtes Königreich \| Ineos Grenadiers \| + 40 s \| \| 5. \| Stefan Küng \| Schweiz \| Groupama-FDJ \| + 43 s \| \| 6. \| Primož Roglič \| Slowenien \| Jumbo-Visma \| + 43 s \| \| 7. \| Jay Vine \| Australien \| UAE Team Emirates \| + 46 s \| \| 8. \| Brandon McNulty \| Vereinigte Staaten \| UAE Team Emirates \| + 48 s \| \| 9. \| Geraint Thomas \| Vereinigtes Königreich \| Ineos Grenadiers \| + 55 s \| \| 10. \| Alexander Wlassow \| Neutrales Banner \| Bora-Hansgrohe \| + 55 s \| |                    |                        |                   |             |
| |                    |                        |                   |             |
| Quelle: ProCyclingStats |                    |                        |                   |             |
| Gesamtwertung |                    |                        |                   |             |
| Fahrer | Fahrer             | Land                   | Team              | Zeit        |
| 1. | Remco Evenepoel    | Belgien                | Soudal Quick-Step | 21 min 18 s |
| 2. | Filippo Ganna      | Italien                | Ineos Grenadiers  | + 22 s      |
| 3. | João Almeida       | Portugal               | UAE Team Emirates | + 29 s      |
| 4. | Tao Geoghegan Hart | Vereinigtes Königreich | Ineos Grenadiers  | + 40 s      |
| 5. | Stefan Küng        | Schweiz                | Groupama-FDJ      | + 43 s      |
| 6. | Primož Roglič      | Slowenien              | Jumbo-Visma       | + 43 s      |
| 7. | Jay Vine           | Australien             | UAE Team Emirates | + 46 s      |
| 8. | Brandon McNulty    | Vereinigte Staaten     | UAE Team Emirates | + 48 s      |
| 9. | Geraint Thomas     | Vereinigtes Königreich | Ineos Grenadiers  | + 55 s      |
| 10. | Alexander Wlassow  | Neutrales Banner       | Bora-Hansgrohe    | + 55 s      |

| Punktewertung | Punktewertung      | Punktewertung          | Punktewertung     | Punktewertung |
| Fahrer        | Fahrer             | Land                   | Team              | Punkte        |
| ------------- | ------------------ | ---------------------- | ----------------- | ------------- |
| 1.            | Remco Evenepoel    | Belgien                | Soudal Quick-Step | 15 P.         |
| 2.            | Filippo Ganna      | Italien                | Ineos Grenadiers  | 12 P.         |
| 3.            | João Almeida       | Portugal               | UAE Team Emirates | 9 P.          |
| 4.            | Tao Geoghegan Hart | Vereinigtes Königreich | Ineos Grenadiers  | 7 P.          |
| 5.            | Stefan Küng        | Schweiz                | Groupama-FDJ      | 6 P.          |
| 6.            | Primož Roglič      | Slowenien              | Jumbo-Visma       | 5 P.          |
| 7.            | Jay Vine           | Australien             | UAE Team Emirates | 4 P.          |
| 8.            | Brandon McNulty    | Vereinigte Staaten     | UAE Team Emirates | 3 P.          |
| 9.            | Geraint Thomas     | Vereinigtes Königreich | Ineos Grenadiers  | 2 P.          |
| 10.           | Alexander Wlassow  | Neutrales Banner       | Bora-Hansgrohe    | 1 P.          |

| Bergwertung | Bergwertung        | Bergwertung            | Bergwertung       | Bergwertung |
| Fahrer      | Fahrer             | Land                   | Team              | Punkte      |
| ----------- | ------------------ | ---------------------- | ----------------- | ----------- |
| 1.          | Tao Geoghegan Hart | Vereinigtes Königreich | Ineos Grenadiers  | 3 P.        |
| 2.          | João Almeida       | Portugal               | UAE Team Emirates | 2 P.        |
| 3.          | Marius Mayrhofer   | Deutschland            | Team DSM          | 1 P.        |

| Nachwuchswertung | Nachwuchswertung   | Nachwuchswertung   | Nachwuchswertung    | Nachwuchswertung |
| Fahrer           | Fahrer             | Land               | Team                | Zeit             |
| ---------------- | ------------------ | ------------------ | ------------------- | ---------------- |
| 1.               | Remco Evenepoel    | Belgien            | Soudal Quick-Step   | 21 min 18 s      |
| 2.               | João Almeida       | Portugal           | UAE Team Emirates   | + 29 s           |
| 3.               | Brandon McNulty    | Vereinigte Staaten | UAE Team Emirates   | + 48 s           |
| 4.               | Ilan Van Wilder    | Belgien            | Soudal Quick-Step   | + 1 min 12 s     |
| 5.               | Daan Hoole         | Niederlande        | Trek-Segafredo      | + 1 min 17 s     |
| 6.               | Andreas Leknessund | Norwegen           | Team DSM            | + 1 min 18 s     |
| 7.               | Jonathan Milan     | Italien            | Bahrain Victorious  | + 1 min 27 s     |
| 8.               | Thymen Arensman    | Niederlande        | Ineos Grenadiers    | + 1 min 31 s     |
| 9.               | Marco Frigo        | Italien            | Israel-Premier Tech | + 1 min 41 s     |
| 10.              | Michel Heßmann     | Deutschland        | Jumbo-Visma         | + 1 min 44 s     |

| Mannschaftswertung | Mannschaftswertung    | Mannschaftswertung           | Mannschaftswertung |
| Team               | Team                  | Land                         | Zeit               |
| ------------------ | --------------------- | ---------------------------- | ------------------ |
| 1.                 | Ineos Grenadiers      | Vereinigtes Königreich       | 1 h 05 min 51 s    |
| 2.                 | UAE Team Emirates     | Vereinigte Arabische Emirate | + 6 s              |
| 3.                 | Soudal Quick-Step     | Belgien                      | + 38 s             |
| 4.                 | Groupama-FDJ          | Frankreich                   | + 1 min 26 s       |
| 5.                 | Bora-Hansgrohe        | Deutschland                  | + 1 min 44 s       |
| 6.                 | Team Jayco AlUla      | Australien                   | + 1 min 46 s       |
| 7.                 | Trek-Segafredo        | Vereinigte Staaten           | + 1 min 49 s       |
| 8.                 | Jumbo-Visma           | Niederlande                  | + 1 min 56 s       |
| 9.                 | EF Education-EasyPost | Vereinigte Staaten           | + 2 min 24 s       |
| 10.                | Bahrain Victorious    | Bahrain                      | + 2 min 34 s       |